# Biva
Jezero Biva (japonsko 琵琶湖, Biva-ko) je največje sladkovodno jezero na Japonskem. Leži na zahodu osrednjega dela otoka Honšu v prefekturi Šiga, severovzhodno od bivše prestolnice - Kjota. Zaradi bližine prestolnice se jezero pogosto pojavlja v japonski literaturi, predvsem v poeziji in starodavnih opisih bitk.

## Ime
Ime Biva-ko se je uveljavilo v obdobju Edo. O njegovem izvoru obstajajo različne teorije, na splošno pa verjamejo, da je poimenovan po strunskem inštrumentu biva, na obliko katerega spominja. Menih Koso iz templja Enrjaku-dži je pustil v svojem delu iz 14. stoletja namig o izvoru imena: »Jezero je čista dežela boginje Benzaiten, saj živi na otoku Čikubu in oblika jezera spominja na bivo, ki je njen najljubši inštrument«.
Jezero je bilo prej znano pod imeni Avaumi (淡海, »Sladkovodno morje«) ali Čikacu Avaumi (近淡海, »Sladkovodno morje ob prestolnici«). Izgovorjava Avaumi se je spremenila v današnji Omi, ki daje ime provinci Omi. Jezeru pravijo v literaturi tudi Nio no Umi (鳰の海, »jezero malega ponirka«).

## Površina in uporaba
Površina jezera je približno 670 km². Manjše reke se vanj iztekajo iz bližnjih gora. Glavni odtok je reka z več imeni: Seta, ki postane kasneje reka Udži, ko se združi z rekama Kacura in Kizu, postane reka reka Jodo, ki se izteka v notranje morje Seto (Osaški zaliv).
Služi kot rezervoar za mesti Kjoto in Ocu in je dragocen vir za bližnjo tekstilno industrijo. Predstavlja vir pitne vode za okoli 15 milijonov ljudi v regiji Kansai. V jezeru se drstijo postrvi, ima pomen pa tudi za industrijo kultiviranja biserov.
Po preselitvi prestolnice v Tokio je igralo pomembno vlogo pri oživitvi industrije v kanalu jezera Biva. Zgradili so ga v 1890-ih in nadalje razširili v obdobju Taišo.
Ob jezeru, predvsem na njegovem severozahodnem delu, je veliko popularnih plaž, na primer Šiga ali Omi-Maiko. Zanimiva sta tudi Muzej jezera Biva in Vodni botanični vrt Mizunomori. Vsako leto od 1962 poteka v Ocuju na južnem delu jezera Maraton jezera Biva.

## Naravna zgodovina
Jezero Biva je tektonskega nastanka in eno najstarejših na svetu s starostjo 4 milijone let. Takšna starost je omogočila razvoj zelo biotsko raznovrstnega ekosistema. Naturalisti so zabeležili več kot 1000 vrst in podvrst, med njimi tudi 60 endemskih. Jezero Biva je pomemben kraj za vodne ptice. Na leto ga obišče kar 5000 vrst ptic.
V jezeru obstaja 46 avtohtonih ribjih vrst in podvrst, vključno z 11 vrstami in 5 podvrstami, ki so endemične ali skoraj endemične. Endemičnih je 5 vrst pravih krapovcev, ena činklja, dve glavoči, dva prava soma in Cottus reinii. Bivška postrv je tudi endemična, a jo imajo za podvrsto lososa masu. V jezeru biva tudi veliko število mehkužcev, vključno z 38 vrstami sladkovodnih polžev (19 endemičnih) in 16 vrstami školjk (9 endemičnih).
Biotska raznovrstnost v zadnjem času trpi zaradi invazije tujerodnih vrst rib.

## Arheologija
Najdišče Avazu je podvodna školjčna gomila, pomembno najdišče iz obdobja Džomon. Datira v prvo fazo Džomon (ok. 9300 pr. n. št.). Leži blizu mesta Ocu na južnem delu jezera na globini 2-3 metrov od dna. Najdišče prikazuje uporabo rastlinskih in živalskih virov hrane pri ljudstvu Džomon. Kaže tudi na pomen uživanja oreškov.
Školjčna gomila št. 3 datira v srednje obdobje Džomon. Našli so obilje divjega kostanja (ok. 40 % prehrane). Kaže na to, da se je v kasnejšem obdobju razvila tehnologija procesiranja za odstanjevanje škodljive taninske kisline, ki izboljša varnost pri uživanju.
Išijama je podobno najdišče iz zgodnjega obdobja Džomon pri jezeru Biva.

## Okoljska zakonodaja
Z jezerom Biva se ukvarja Raznolika zakonodaja.

### Preprečevanje evtrofikacije
Zakonodajo proti evtrofikaciji voda so sprejeli leta 1981. Veljati je začela 1. julija naslednje leto, ko praznujejo »dan jezera Biva« (びわ湖の日 Biva-ko no hi). Zakonodaja postavlja standarde glede nivojev dušika in fosforja pri uporabi v kmetijstvu, industriji in gospodinjstvih, ki praznijo svoje vode v jezero. Prepovedana je prodaja in kupovanje sintetičnih detergentov s fosforjem.

### Varovanje mokrišč
UNESCO je leta 1993 jezero imenovala za Ramsarsko mokrišče v skladu z ramsarsk okonvencijo. Cilj te pogodbe je zaščita in sočutna raba mednarodno pomembnih mokrišč. Danes je pod to zaščito tudi japonsko močvirje Kuširo (釧路湿原 Kuširo Šicugen).

### Ohranjanje trstičja
Kolonije trstičevja na obali jezera Biva so del njegove scenske lepote. Igrajo pomembno vlogo pri čiščenju vode in zagotavljajo habitata za ribe in ptice. Od leta 1992 jih ščiti tudi zakonodaja, saj se je njihova površina zaradi razvoja pred tem časom manjšala.

## Galerija
- Jezera Biva pri kraju Čomeidži-čo, Omihačiman
- Kanal na jezeru Biva
- Tempelj Mangecu-dži, eden od osmih pogledov na Omi
- Turistična ladja iz pristanišča Ocu
- Otok Čikubu